# Région du Sud-Ouest (Macédoine du Nord)
Pour les articles homonymes, voir Région du Sud-Ouest.
La région du Sud-Ouest (en macédonien : Југозападен Регион, Jugozapaden Region) est l'une des huit régions de la Macédoine du Nord. Elle est frontalière de l'Albanie.

## Communes
La région du Sud-Ouest regroupe neuf communes :
- Centar Župa
- Debar
- Debrca
- Kičevo
- Makedonski Brod
- Ohrid
- Plasnica
- Struga
- Vevčani

## Démographie

### Population
Selon le recensement de 2021, la région du Sud-Ouest compte 177 398 habitants.
| 1994    | 2002    | 2021    |
| ------- | ------- | ------- |
| 211 046 | 221 546 | 177 398 |

### Répartition ethnique
|             | Nombre  | %     |
| ----------- | ------- | ----- |
| TOTAL       | 221 651 | 100   |
| Macédoniens | 107 565 | 48,52 |
| Albanais    | 82 418  | 37,18 |
| Turcs       | 21 266  | 9,59  |
| Roms        | 2 813   | 1,26  |
| autres      | 4 285   | 1,93  |